# Carcare
Carcare je italská obec v provincii Savona v oblasti Ligurie. Nachází se přibližně 50 kilometrů západně od Janova a asi 20 kilometrů severozápadně od Savony.

## Poloha
Carcare se nachází v údolí Val Bormida na březích říčky Bormida di Pallare v nadmořské výšce od 359 do 600 m n. m. Sousedí s následujícími obcemi: Altare, Cairo Montenotte, Cosseria, Mallare, Pallare a Plodio.

## Historie

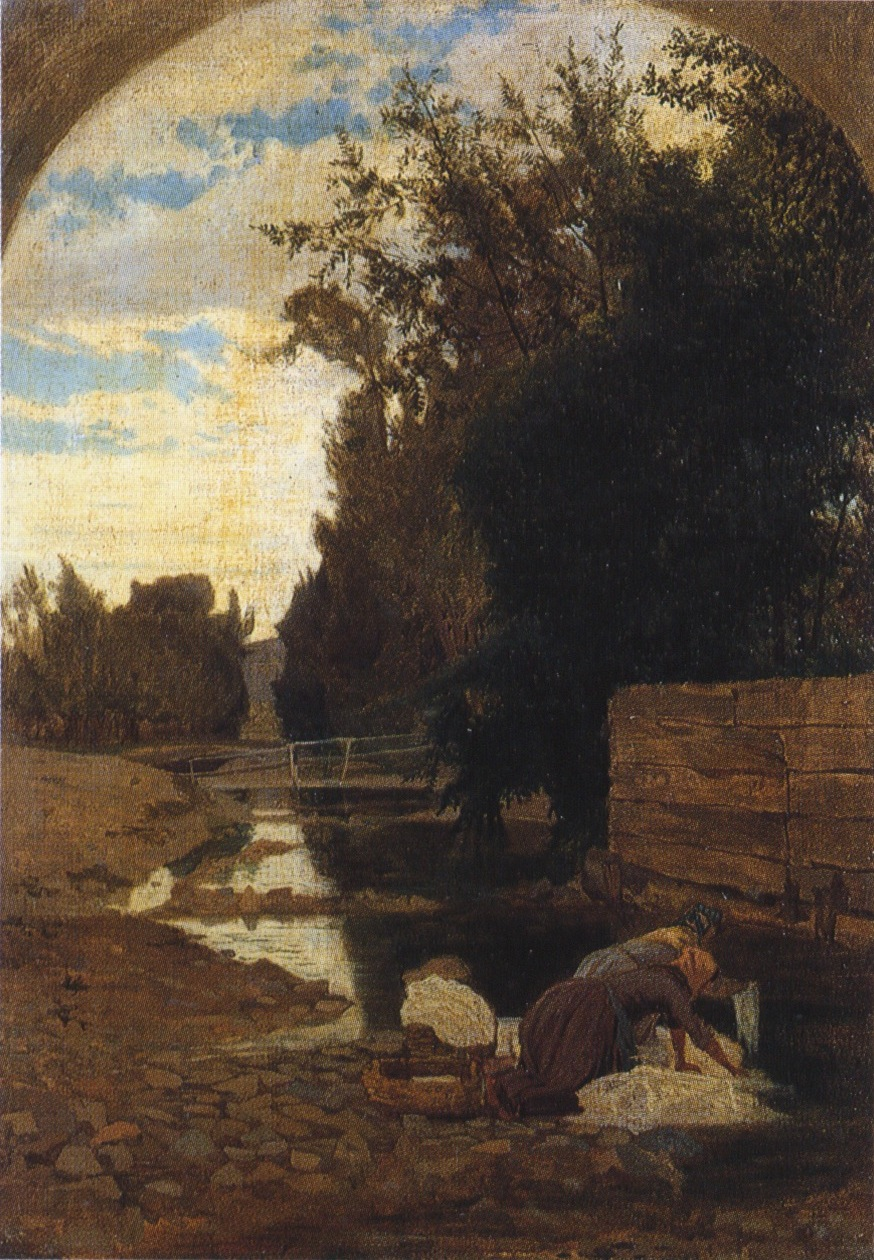
Obraz Ernesta Raypera Lavandaie a Carcare (Pradleny v Carcare) z roku 1866.

V několika historických dokumentech byly pod názvy Bugile, Bauzile či Boyle nalezeny zmínky o antické osadě Calanicum, která se nacházela na místě dnešního Carcare, na starověké římské cestě Via Aemilia Scauri mezi dnešními městy Acqui Terme a Vado Ligure.
Dva dokumenty z let 998 a 999 potvrzují, že toto území, které tehdy patřilo římskému císaři Otovi III., následně připadlo savonskému biskupu Bernardovi. V záznamu o převodu vlastnictví do rukou ferranijského opatství z roku 1111 se pak již objevuje název Carcaris.
Během 11. století se Carcare stalo vlastnictvím savonského a západoligurského markraběte Bonifáce z Vasta a následně jeho syna Jindřicha I., zakladatele rodu Carrettů. Se smrtí Jindřicha I. v roce 1185 bylo území rozděleno mezi jeho dva syny Otu a Jindřicha II. z Carretta. Formálně tak bylo Carcare, jakožto strategické místo pro vládu nad oblastí údolí Bormida, rozděleno na dvě části. První, jež připadla Jindřichu II., se stala součástí císařského léna, zatímco druhá, náležící Otovi, spadala pod Janov. Ve skutečnosti však Carcare zůstalo téměř kompletně v rukou rodu Carrettů.
I synové Jindřicha II. – Corrado, Jindřich III. a Antonín z Carretta – první z částí společně spravovali, až ji v roce 1276 rozdělili na tři díly (Tres partes villae et hominum medietatis Carcherarum). Otovi potomci se následně v roce 1322 rozhodli prodat své vlastnictví a celou svou část Carcare markraběti Manfrédu IV. ze Saluzza. Ten pak toto území v roce 1337 dále prodal rodu Scarampů z Asti.
V roce 1393 se pak další člen rodiny Carrettů, Galeotto, zavázal markraběti Teodoru II. Palaiologovi z Montferratu, načež tuto závislost v roce 1431 stvrdil Jan Bartoloměj z Carretta. Do roku 1433 je pak datován status obce.
Nadvláda různých členů rodu Carrettů pak pokračovala až do poloviny 16. století. V roce 1598 se pak Carcare, jakožto součást markrabství Finale, stalo územím Španělského království.
Mezi lety 1629 a 1637 došlo k morové epidemii, jejímž důsledkem byl značný pokles populace – podle odhadů padlo moru za oběť 770 obyvatel.

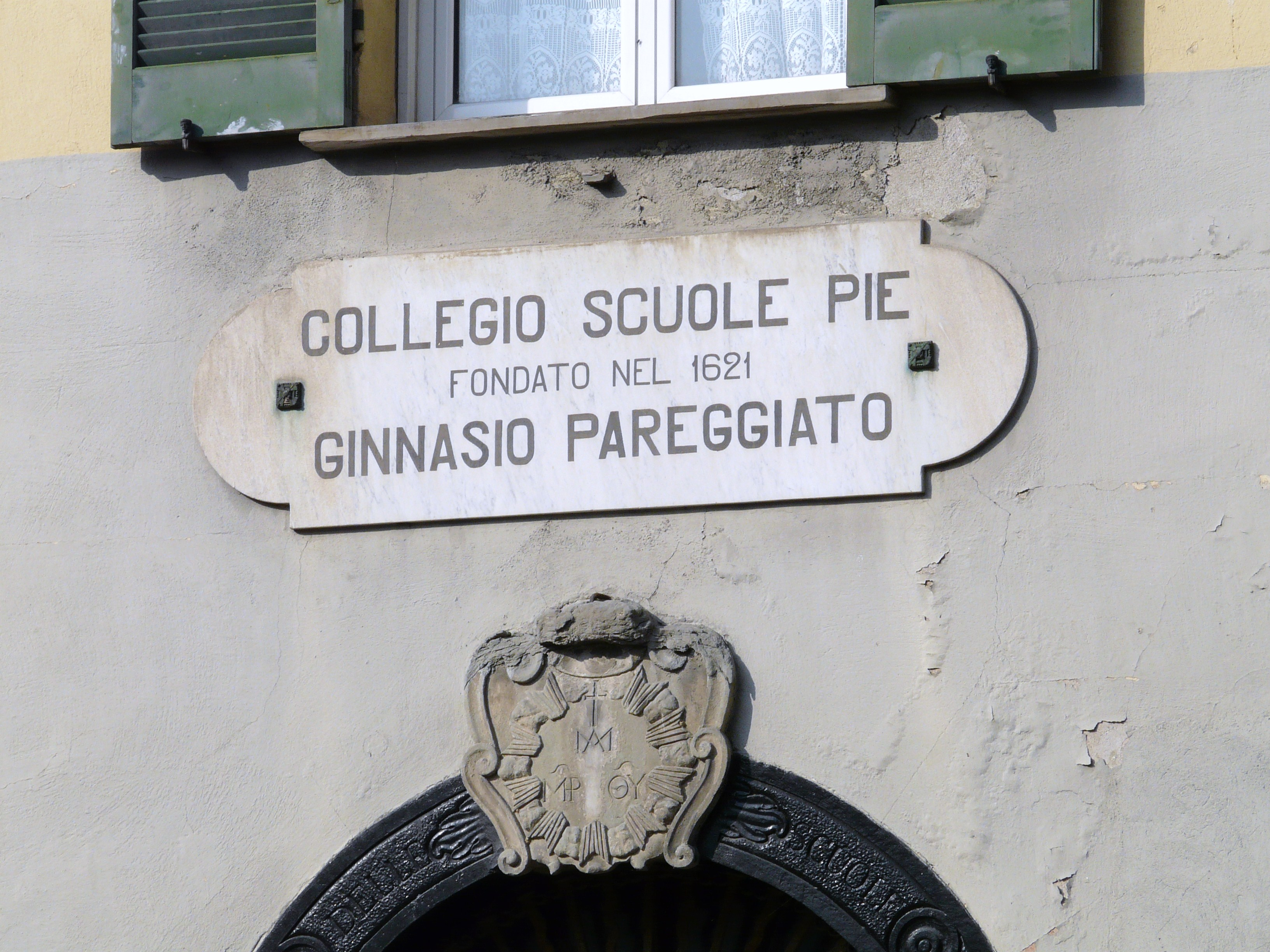
Pamětní deska na zdi bývalé piaristické koleje, dnes gymnázia.

V roce 1713 byla oblast Carcare – společně s celým markrabstvím Finale – připojena k Janovské republice. Během 18. století pak městem prošly dva rozsáhlé vojenské útvary – v roce 1747 to byly jednotky rakouské, v roce 1796 pak armáda pod vedením Napoleona Bonaparte. O Napoleonově pobytu ve městě svědčí také pamětní deska na domě č. 7 na náměstí Piazza Germano, kde v dubnu roku 1796 přebýval. Ve stejné budově strávil v roce 1809 několik hodin i tehdejší papež Pius VII.
V době Napoleonových italských tažení, 2. prosince 1797, byla oblast Carcare začleněna do Ligurské republiky, jedné z tehdy vzniklých francouzských sesterských republik. V letech 1805–1814 pak byla přímou součástí Prvního Francouzského císařství.
Po pádu Napoleona v roce 1815 bylo – jak bylo o rok dříve rozhodnuto na Vídeňském kongresu – Carcare začleněno do Sardinského království. To se následně v roce 1861 stalo součástí nově vzniklého Italského království. V roce 1927 bylo zařazeno do provincie Savona, do které patří dodnes.

### Čestný titul
Carcare nese čestný titul „Kalasanského města“, jelikož v roce 1621 zde byla otevřena první piaristická kolej mimo Řím. Tato budova od roku 1962 funguje jako gymnázium, které rovněž nese jméno svatého Josefa Kalasanského (Liceo Statale San Giuseppe Calasanzio). Po boku této stavby stojí kostel sv. Antonína Velikého, ve kterém se nyní nachází knihovna a muzeum přírodních věd.

## Památky
Ve zdejším kostele svatého Jana Křtitele se nachází krucifix ze 17. století od italského sochaře Antona Marii Maragliana.

## Obyvatelstvo

### Národnostní menšiny
Podle dat italského národního statistického úřadu ve městě k 31. prosinci 2017 žilo 458 obyvatel s jinou než italskou státní příslušností, z nichž nejvýraznější skupiny tvoří:
- 1.  Rumuni (107)
- 2.  Albánci (104)
- 3.  Maročané (60)
- 4.  Ukrajinci (28)

## Osobnosti
- Virgilio Felice Levratto (1904–1968), fotbalový útočník a trenér;
- Nanni Cagnone (* 1939), básník a spisovatel;
- Annalisa Scarrone (* 1985), popová zpěvačka a skladatelka.